# The Long Bright Dark
«The Long Bright Dark» es el primer episodio del drama criminal antológico True Detective, que se emitió inicialmente por HBO en Estados Unidos el 12 de enero de 2014. Fue dirigida por el productor ejecutivo Cary Joji Fukunaga y escrita por el creador de la serie Nic Pizzolatto. El episodio presenta a un par de detectives de homicidios de la Policía Estatal de Luisiana, Rustin "Rust" Cohle (Matthew McConaughey) y Martin "Marty" Hart (Woody Harrelson), así como a los habituales de la serie interpretados por Michelle Monaghan, Michael Potts y Tory Kittles. En este episodio, Martin y Rustin se ven obligados a contar la historia de la investigación del asesinato de Dora Lange mientras nuevas pruebas sugieren que el asesino sigue prófugo.
Pizzolatto comenzó a escribir True Detective como una novela, pero, cuando el proyecto empezó a tomar forma definitiva, consideró que era más adecuado para la televisión. Inicialmente, la fotografía principal estaba programada para realizarse en Arkansas; sin embargo, finalmente se prefirió Luisiana por sus generosos incentivos fiscales a nivel estatal y su paisaje único. "The Long Bright Dark" se rodó íntegramente en película de 35 mm y el rodaje de la temporada duró 100 días consecutivos.
La mayoría de las críticas de prensa sobre "The Long Bright Dark" fueron muy positivas, aunque algunos críticos tuvieron reparos con el diálogo y otros aspectos del programa. Los críticos que tuvieron en alta estima el episodio aplaudieron su compleja narrativa y elegante producción, y hubo un exceso de elogios por las actuaciones de McConaughey y Harrelson. La emisión inicial de "The Long Bright Dark" atrajo a 2,3 millones de espectadores, convirtiéndose en el estreno de una serie con mayor audiencia de HBO desde el episodio piloto de Boardwalk Empire.

## Trama

### 2012
Martin "Marty" Hart (Woody Harrelson), ex detective de la División de Investigaciones Criminales de la Policía Estatal de Luisiana, es entrevistado por los detectives Maynard Gilbough (Michael Potts) y Thomas Papania (Tory Kittles). El ex socio de Marty, Rustin "Rust" Cohle (Matthew McConaughey), es interrogado por separado. 
A Marty y Rust se les pregunta sobre su relación y los detalles de una investigación de asesinato en particular ocurrido en 1995. Los dos cuentan que encontraron al asesino y cerraron el caso, pero se revela que la escena de un asesinato reciente se parece a la que encontraron en ese año.

### 1995
El 3 de enero de 1995, Marty y Rust llegan a un lugar donde se encontró el cadáver de una mujer. Observan que la habían coronado con astas de ciervo y atado a un árbol en posición de rodillas, rodeada de numerosas esculturas de celosías de ramitas. 
A partir de los detalles del cuerpo, Rust deduce que era una trabajadora sexual. Al analizar la iconografía del escenario, le dice a Marty que la mujer probablemente era un "mapa de amor parafílico" de las fantasías lujuriosas del perpetrador prohibidas por la sociedad. Rust cree que el perpetrador ha matado antes y volverá a matar. Marty le dice a Rust que está sacando conclusiones precipitadas.  
Marty invita a Rust a cenar ante la insistencia de su esposa Maggie (Michelle Monaghan). Rust está de acuerdo, pero llega borracho. Marty hace arreglos para que Rust se vaya, pero Rust se queda después de charlar con Maggie. Rust le dice a Maggie que su hija de 2 años murió hace años y el dolor de su perdida acabó con su matrimonio. 
De regreso en la investigación, el cuerpo está identificado como Dora Lange. Una autopsia revela que Lange había sido estrangulada, torturada y violada. Toxicología encuentra rastros de LSD y metanfetamina en su torrente sanguíneo.  
El dúo visita al exmarido de Dora, Charlie (Brad Carter), en prisión, donde les dice que durante su última llamada telefónica, ella habló de convertirse en monja y conocer a un rey.
De vuelta en la estación, Rust conoce al reverendo Billy Lee Tuttle (Jay O. Sanders), un ministro de una poderosa y rica familia local y primo hermano del gobernador del estado. Tuttle plantea la creación de un grupo de trabajo para investigar crímenes con connotaciones anticristianas, sugiriendo que el asesinato de Lange es uno de ellos. 
Marty y Rust regresan a Erath, un pueblo cerca de donde se encontró el cuerpo de Lange. Se enteran de que una niña informó recientemente haber sido perseguida por un "monstruo de espagueti de orejas verdes" en el bosque cercano. Un lugareño les habla de Marie Fontenot, una niña de 10 años que hace cinco desapareció en la zona. El dúo visita a la familia de Marie. Rust registra la propiedad y se topa con una escultura de ramita similar a las descubiertas en la escena de Lange.

## Producción

### Desarrollo

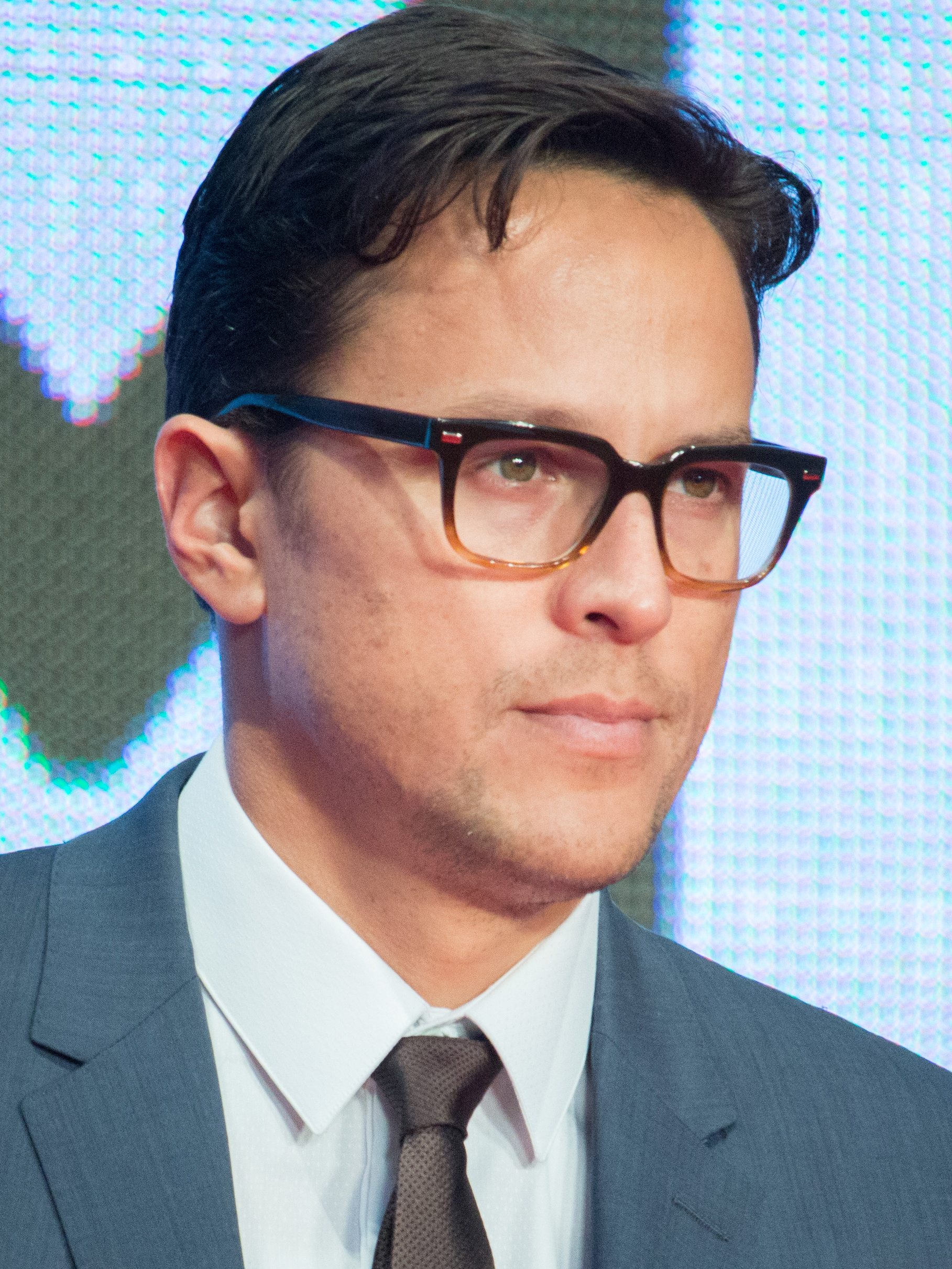
"The Long Bright Dark" fue dirigido por Cary Joji Fukunaga.

Nic Pizzolatto, escritor y creador de series, profundizó en la escritura de ficción y publicó una novela, titulada Galveston (2010), antes de integrarse como guionista de The Killing de AMC al año siguiente. Fue por esta época cuando Pizzolatto se estaba preparando para expandirse a la televisión, un esfuerzo que, debido a la falta de capital, nunca se realizó del todo.  Ya había empezado a escribir True Detective como su próxima novela, pero más tarde, una vez que el proyecto tomó forma definitiva, consideró que era más adecuado para la pantalla.  "Siempre había tenido planes, desde la primera vez que hablé con un agente de Hollywood, iba a preguntarle cómo entrar en este negocio, y en particular en la escritura para televisión por cable, porque en la televisión el escritor mantiene el control, lo cual Ese es el concepto de show runner”, recuerda.  Pizzolatto propuso Galveston a varios ejecutivos y, de mayo a julio de 2010, redactó seis guiones, incluido un guion específico para "The Long Bright Dark" que consumió 90 páginas.   Poco después, consiguió un acuerdo de desarrollo con HBO para una posible serie piloto. 
La temporada de Pizzolatto con The Killing le permitió vislumbrar el funcionamiento interno de la industria televisiva, pero se volvió cada vez más insatisfecho con la dirección creativa del programa, y finalmente dejó el equipo de redacción dos semanas después de la segunda temporada del programa. "Quiero ser la visión guía. No me va bien sirviendo la visión de otra persona. No estoy en mi mejor momento allí y no creo que valga tanto para las personas que me pagan".  Pronto dirigió su atención a trabajar en otro guion para el proyecto True Detective, alentado por Anonymous Content.  
Inicialmente se esperaba que Alejandro González Iñárritu fuera designado director, pero los compromisos cinematográficos lo obligaron posteriormente a retirarse del proyecto. En cambio, Pizzolatto se acercó a Cary Joji Fukunaga, a quien conocía por Anonymous Content, para que asumiera la tarea.   Fukunaga pasó un tiempo realizando investigaciones con un detective de homicidios de la División de Investigaciones Criminales de la Policía Estatal de Luisiana en preparación para sus servicios. Basándose en las propias experiencias personales del oficial, el director pudo desarrollar "una agradable idea de lo que debe ser ser un detective en Luisiana, especialmente en ese período de los años 90, que era anterior a los teléfonos celulares y la tecnología". Estaba a punto de cambiar la forma en que todos vivimos nuestras vidas. Eso es lo que hice. No soy un gran estudioso de asesinos en serie; nunca he analizado libros sobre ese tipo de cosas y nunca he visto esas partes. La historia era la que menos me atraía; la hacía principalmente por los personajes". 

### Casting
McConaughey y Harrelson se encontraban entre un pequeño grupo de actores considerados candidatos adecuados para la cartelera principal. Los productores contrataron a McConaughey, quien recientemente había terminado de filmar Killer Joe (2011), mucho antes de que HBO diera luz verde a True Detective.  Pizzolatto, impresionado con la actuación del actor en The Lincoln Lawyer (2011), originalmente le asignó el papel de Martin Hart, pero McConaughey ofreció "un argumento realmente convincente" para interpretar a Rustin "Rust" Cohle.  Cuando se le preguntó sobre su decisión de cambiar de papel en una entrevista de Variety, McConaughey respondió: "Quería meterme en la cabeza de ese tipo. La obsesión, la isla de un hombre; siempre estoy buscando a un tipo que monólogo. Es algo realmente importante ya que siento que estoy haciendo mi mejor trabajo".  Para prepararse, el actor estudió su personaje a través de lo que describió como las "Cuatro etapas de Rustin Cohle", un documento de 450 páginas que creó que detalla la evolución de Rustin a lo largo de la historia. 
Mientras tanto, Harrelson asumió el papel de Martin por recomendación de McConaughey.   Habiendo protagonizado previamente la película de HBO Game Change (2012), Harrelson se inclinó por el proyecto debido en parte a sus colegas; "Amo a Matthew. Es mi hermano. Es una persona fenomenal y sorprendente. Y amo a Michelle [Monaghan]. La conozco desde hace muchos, muchos años. Cary [Fukunaga] es un director fantástico. Y Nic [Pizzolatto] escribió este guion fenomenal que no podías dejar de escribir. Su escritura es tan asombrosa".  Monaghan fue elegida para interpretar a la protagonista femenina, Maggie, la esposa de Martin Hart; la actriz se interesó en True Detective cuando se dio cuenta del arco de su personaje y "realmente vio hacia dónde iban estos personajes".  Potts actuó como el detective Maynard Gilbough,  y Kittles interpretó a su compañero el detective Thomas Papania. 

### Rodaje
La ubicación inicial para la fotografía principal de True Detective fue Arkansas; sin embargo, Pizzolatto optó más tarde por filmar en el sur de Luisiana para aprovechar los generosos incentivos fiscales estatales y el paisaje distintivo de la zona, que sintió que ilustraba una sorprendente paradoja. "Hay una naturaleza contradictoria en el lugar y una especie de cualidad siniestra debajo de todo", señaló el nativo de Luisiana. "Todo vive bajo capas de ocultamiento. Los bosques son espesos, oscuros e impenetrables. Por otro lado, tienes la belleza de todo desde la distancia". "The Long Bright Dark" y los episodios posteriores se filmaron en película de 35 mm y la fotografía principal de la temporada consumió 100 días consecutivos. El equipo filmó tomas exteriores en un remoto campo de caña de azúcar en las afueras de Erath, Luisiana que, debido a que estaba parcialmente quemado, inspiró un fondo "melancólico y atmosférico" para las escenas correspondientes. Fukunaga reclutó a Adam Arkapaw, anteriormente director de fotografía de Top of the Lake, como director de fotografía del proyecto y empleó una iluminación minimalista para la composición por capas. También participó en la producción Alex DiGerlando, con quien Fukunaga había trabajado anteriormente en Glory at Sea (2008) de Benh Zeitlin. El director comentó en una entrevista: "Sabía lo que Alex logró en los pantanos de Luisiana y, si le daban algo de dinero, podría ser mucho más asombroso construyendo decorados que solo se usarían durante uno o dos días y luego serían abandonados nuevamente".

## Recepción

### Audiencia
En su emisión inicial en Estados Unidos, "The Long Bright Dark" fue visto por un estimado de 2,3 millones de espectadores. Fue el estreno de serie con mayor audiencia de cualquier programa de HBO en los últimos cuatro años, quedando solo detrás del primer episodio de Boardwalk Empire, que atrajo a 4,8 millones de espectadores. El episodio tuvo un desempeño excepcionalmente bueno con los adultos entre las edades de 18 y 49, registrando una calificación de 1.0 en ese grupo demográfico. "The Long Bright Dark" fue la quinta transmisión por cable con mayor audiencia de la noche por audiencia total. En el Reino Unido fue estrenado el 22 de febrero de 2014 por Sky Atlantic, obteniendo 707.000 espectadores.

### Respuesta crítica
"The Long Bright Dark" fue aclamada por la mayoría de los críticos. Tim Goodman de The Hollywood Reporter dijo que Fukunaga desarrolla "un hermoso y extenso sentido del lugar" en el estreno, e identificó el conjunto y la escritura, que creía "ondula desde soliloquios efectivamente atrevidos hasta momentos penetrantemente matizados llevados por una prosa escasa", como dos de sus otros atributos más satisfactorios.  Marshall Crook de The Wall Street Journal estuvo de acuerdo y dijo que escribir el programa da en el blanco con "buena actuación, escritura inteligente y una cinematografía exuberante".  Willa Paskin de Slate describió el episodio como "espeluznante, hermoso, inquietante e inquisitivo" y notó "una cualidad literaria, una acumulación de detalles significativos" dentro de la narrativa del programa.  Andrew Romano de The Daily Beast, dijo que el estreno, junto con la primera mitad de la temporada, componen "una de las series más fascinantes y provocativas que he visto en mi vida",  mientras que el crítico de Entertainment Weekly, Jeff Jensen, la llamó "una apasionante misterio de asesinato sobre la historia, la cultura y el carácter heroico".
Brian Lowry, reseña para Variety, calificó "The Long Bright Dark" como un episodio "rico y absorbente" en el que True Detective asume inmediatamente una identidad única a diferencia de otros procedimientos policiales, y escribió que el elenco estaba formado por "excelentes actores de la periferia".  Escribiendo en USA Today, Robert Bianco sintió que McConaughey y Harrelson no sólo cumplieron, sino que en ocasiones incluso superaron las expectativas de desempeño "enormemente altas" de la "edad de oro de la actuación televisiva".  David Wiegand del San Francisco Chronicle destacó al dúo como "único en su clase",  y el periodista de Los Angeles Times, Robert Lloyd, pensó que el trabajo de personajes de los dos hombres era de "muy alto nivel".  Sarah Rodman de The Boston Globe, aunque consideró que el tono sombrío del programa era ocasionalmente excesivo, opinó que los dos hombres lograron atraer al público lo suficiente como para invertir en la serie con sus actuaciones. Monaghan también recibió elogios de Rodman por su trabajo en el episodio.  Elogios adicionales por las actuaciones del conjunto, principalmente para McConaughey y Harrelson, vinieron de James Poniewozik de la revista Time,  el crítico del New York Times Mike Hale,  Curt Wagner en RedEye,  Sarah Hughes de The Independent,  y Gwilym Mumford de The Guardian. 
Bianco dijo que el programa evitaba los estereotipos de personajes,  y Alan Sepinwall en HitFix sintió que Cohle y Hart se convirtieron en personajes tan fascinantes "que ocultan algunas de las debilidades de la serie".  El crítico del Daily Telegraph, Chris Harvey, otorgó a "The Long Bright Dark" cinco de cinco estrellas y elogió a True Detective como "el drama televisivo más ambicioso en mucho tiempo". 
No todos los críticos se mostraron tan entusiastas con sus reseñas de "The Long Bright Dark". Hale, a pesar de elogiar la narración del flashback, creía que el diálogo se convirtió en "un lánguido estudio de personajes y un vehículo para largos intercambios sobre religión y responsabilidad que son escritas en el peor sentido".  Chris Cabin de Slant Magazine estuvo de acuerdo en que la escritura "se remite demasiado fácilmente a una visión seria y rutinaria de la mala religión", pero escribió que Pizzolatto y Fukunaga "aceptan inteligentemente la pulpdad de su material".  Hank Stuever, que escribe para The Washington Post, observó "fatiga entre dientes y enrojecida" en la historia y sintió que la serie no cumplió con sus ambiciones. "En sus mejores momentos, True Detective se siente como un sueño febril, pero sobre todo está aturdido", concluyó Stuever.  Emily Nussbaum de The New Yorker fue especialmente crítica con el programa y afirmó que disfrutaba con las "tonterías machistas".